# Harte Männer aus Wildwest
Harte Männer aus Wildwest ist ein US-amerikanischer Western aus dem Jahr 1950 von Thomas Carr. Der Film wurde von Lippert Production s, Inc. produziert.

## Handlung
Der Vorarbeiter Deacon und einer der Rancharbeiter sind überrascht, den Pass, durch den die Ranch mit Vorräten versorgt wird, versperrt vorzufinden. Urheber der Sperre ist Henry Oliver, der gerade in die Gegend gezogen ist. Deacon erstattet seiner Chefin Ann Greene Bericht. 
Zur gleichen Zeit kommen Shamrock Ellison und Lucky Hayden in der Gegend an. Shamrock ist der Stiefsohn Olivers, hat ihn aber noch nie gesehen. Er hat einen Brief dabei, in dem ihm seine Mutter ihren Anteil an der Ranch überlässt. Shamrock und Lucky werden von Anns Männern angehalten und zur Ranch geführt. Sie erzählen Ann, dass sie Arbeit suchen. Anna Freund Colonel Patrick stellt sie ein. 
Um die errichtete Sperre zu bewachen, hat Oliver einige Männer entsandt. Zu den Wächtern stoßen die Revolvermänner Tom und Ed Brady. Shamrock und Lucky suchen Olivers Ranch auf, werden jedoch abgewiesen. Sie reiten in die Stadt und gehen in den Saloon. Sie pokern und ein Mann fragt, ob er einsteigen könne. Der Barkeeper sagt ihnen, dass der Mann Henry Oliver sei. Oliver spielt falsch und zieht, als er entlarvt wird, seine Waffe. Lucky erschießt ihn und kann mit Shamrock flüchten. Beide werden später gesehen, wie sie mit den Brady-Brüdern reiten. Deshalb reitet der Sheriff mit seinen Männern zur Brady-Farm, findet dort aber niemanden vor.
Am nächsten Tag sucht der Regierungsbeamte Lane den Sheriff auf und erklärt, Anns Pferde kaufen zu wollen. Ann, Deacon und der Colonel sind zur Barrikade geritten, werden dort jedoch unter Feuer genommen. Shamrock und Lucky kommen an und können das Gefecht beenden. Während Shamrock zu Olivers Ranch reitet, klärt Lucky Ann über Shamrocks Verhältnis zu Oliver auf. Deacon schlägt Lucky nieder und eilt in die Stadt, den Sheriff zu holen. Als Lucky flüchtet, schaut Ann absichtlich woanders hin.
Shamrock durchsucht Olivers Ranch. Als er ein Geräusch hört, entdeckt er einen verborgenen Gang in einen Keller. Hier findet er einen alten Mann, der behauptet, Oliver zu sein. Ein Mann namens Knowlton müsse seinen Namen benutzt haben. Von den Stadtbewohnern kenne ihn niemand, da er vor Erreichen der Stadt von den Bradys entführt wurde. Als beide den Keller verlassen, werden sie von den Bradys erwartet. Ed erklärt, dass er Olivers Testament gefälscht habe und nun alles ihm zufalle. Shamrock und Oliver müssen ihre eigenen Gräber schaufeln. Gerade rechtzeitig erscheint Lucky und rettet sie.
Die Barrikade wird gesprengt, so dass Ann ihre Pferde hindurchtreiben kann. Shamrock und Lucky helfen dem Sheriff, die Bradys und ihre Männer zu fangen. In der Stadt übergibt Shamrock Ann einen Scheck von Lane. Mit Lucky streitet er sich, wer von den beiden nun Ann heiraten soll.

## Produktion

### Hintergrund
Gedreht wurde der Film ab November 1949 auf der Iverson Movie Ranch in Chatsworth.

### Stab
Ira Webb arbeitete als Produktionsmanager.

### Besetzung
In einer kleinen nicht im Abspann erwähnten Nebenrolle trat J. Farrell MacDonald als Lane auf. Ebenfalls unerwähnt blieb I. Stanford Jolley als Barkeeper.

## Veröffentlichung
Die Premiere des Films fand am 24. März 1950 statt. In der Bundesrepublik Deutschland kam er am 24. Juni 1958 in die Kinos.

## Kritiken
Das Lexikon des internationalen Films schrieb: „Im herkömmlichen Kampf zwischen Gut und Böse werden Roheiten vermieden, streckenweise wird anspruchsloser Humor walten gelassen.“